# ان‌جی‌سی ۳۴۰
ان‌جی‌سی ۳۴۰ (انگلیسی: NGC 340) نام یک کهکشان مارپیچی در صورت فلکی نهنگ است.